# Alita: Battle Angel
Alita: Battle Angel – amerykański film akcji z gatunku science fantasy i cyberpunku wyprodukowany przez Jamesa Camerona i wyreżyserowany przez Roberta Rodrigueza. Światowa premiera filmu miała miejsce 31 stycznia 2019 roku w Odeon Leicester Square w Londynie, natomiast do szerokiej dystrybucji film trafił m.in. w USA i Polsce 14 lutego 2019 roku. Film zrealizowano na podstawie mangi autorstwa Yukito Kishiro pod tytułem Battle Angel Alita. W rolach głównych występują Rosa Salazar, Christoph Waltz, Mahershala Ali, Jennifer Connelly, Ed Skrein, Keean Johnson i Jackie Earle Haley. Film został wydany w formatach: RealD 3D, Dolby Cinema 3D i IMAX 3D. Jest także pierwszą produkcją wytwórni Lightstorm Entertainment od czasu wydania Avatara w 2009 roku.
Pierwotnie zapowiedziana w 2003 roku produkcja filmu była wielokrotnie opóźniana. Powodem były prace Jamesa Camerona nad Avatarem i jego sequelami. Ostatecznie reżyserem filmu został Robert Rodriguez, a Rosa Salazar została obsadzona do tytułowej roli. Okres zdjęciowy do filmu trwał od września 2016 roku do lutego 2017 roku i realizowany był w Austin w stanie Teksas.

## Fabuła
W XXIII wieku katastrofalna wojna znana jako Upadek pozostawiła Ziemię zdewastowaną. 300 lat później w 2563 roku, podczas eksploracji złomowiska w Żelaznym Mieście, doktor zajmujący się cybernetyką – Dyson Ido, odkrywa szczątki kobiety-cyborga z wciąż żywym mózgiem. Ido naprawia jej „rdzeń” i podłącza zastępcze ciało, lecz dziewczyna cierpi na amnezję. Mężczyzna nazywa ją Alita – po swojej zmarłej córce, dla której pierwotnie zbudował jej nowe ciało. Alita zaprzyjaźnia się z Hugo, który marzy o przeprowadzce do podniebnego miasta Zalem, unoszącego się nad Żelaznym Miastem. Hugo wprowadza ją w świat brutalnego sportu zwanego „Motorballem”, w którym cyborgi walczą o przepustkę do Zalemu.
Alita odkrywa, że Ido jest również tzw. łowcą-wojownikiem, gdy podąża za nim pewnej nocy i spotyka trzech zabójców cyborgów prowadzonych przez Grewishkę. Ido zostaje ranny, a Alita instynktownie atakuje cyborgi, zabijając dwóch z nich i poważnie uszkadzając Grewishkę, który wycofuje się do podziemnego świata. Pomimo tego, że Alita odkrywa swoje umiejętności w zapomnianej sztuce walki zwanej Panzer Kunst, Ido zniechęca ją do zostania łowcą-wojownikiem. Następnego dnia Alita znajduje i przynosi do domu cybernetyczne ciało „Berserkera”, ze starego zestrzelonego statku Zjednoczonej Republiki Marsa (ZRM) znajdującego się na obrzeżach Żelaznego Miasta. Ido odmawia jednak zainstalowania jej w ciele ZRM.
Zdenerwowana Alita rejestruje się jako łowca-wojownik i udaje się do baru, aby poprosić innych łowców-wojowników, by pomogli jej w walce z Grewishką. Ci odmawiają, ponieważ Grewishka nie znajduje się na liście poszukiwanych. Nagle w barze pojawia się zmodernizowany Grewishka pałający żądzą rewanżu na Alicie. W walce w podziemnym świecie ujawnia on, że został wysłany przez swojego przełożonego zwanego Novą, by ją zniszczyć. Cyborgowi udaje się pociąć jej ciało na kawałki, lecz przyjaciele przybywają dziewczynie z pomocą i zmuszają Grewishkę do odwrotu. Po tej walce Ido decyduje się podłączyć rdzeń Ality do ciała Berserkera.
Zakochawszy się w Hugo, Alita przystępuje do wyścigu Motorballu, by za zarobione przez nią pieniądze dostał się do Zalemu. Ido odkrywa, że w wyścigu biorą udział inni łowcy-wojownicy, wynajęci przez Vectora (przedsiębiorcę pracującego dla Novy) by ją zabić. Tymczasem Hugo jest ścigany przez łowcę-wojownika o imieniu Zapan. Hugo dzwoni do Ality prosząc ją o pomoc. Ta decyduje się opuścić wyścig, aby go uratować. Znajduje Hugo dokładnie w chwili, gdy pojawia się Zapan. Ten zdradza jej, że Hugo atakuje inne cyborgi i kradnie ich części na zlecenie Vectora, który wykorzystuje je w wyścigach Motorballu. Wiedząc, że Alita jest zakochana w Hugo, Zapan śmiertelnie go rani i mówi Alicie, że prawo łowcy-wojownika mówi, że musi albo zabić Hugo, albo pozwolić innemu łowcy go wykończyć. Chiren – byłej żonie Ido, udaje się uratować Hugo, podłączając jego głowę do serca Ality. Zapan widząc fortel usiłuje ją powstrzymać, jednak Alita zadaje mu cios jego własnym mieczem niszcząc jego protezę twarzy.
Ido podłącza głowę Hugo do ciała cyborga i mówi Alicie, że chłopak nie mógł dostać się do Zalemu za pieniądze. Doktor stwierdza, że było to kłamstwo opowiedziane przez Vectora, gdyż obywatele Żelaznego Miasta nie mogą udać się do miasta Zalem, chyba że staną się mistrzami Motorballu. Alita postanawia zmierzyć się z Vectorem, który jest kontrolowany przez Novę – zarządcę miasta Zalem. Przedtem jednak dochodzi do kolejnego starcia z Grewishką, w którym tym razem Alita z łatwością pokonuje cyborga. Następnie informuje Vectora – będącego pod kontrolą Novy, iż ten popełnił błąd, nie doceniając jej.
Po powrocie od Vectora, Ido mówi Alicie, że Hugo uciekł i po rurze towarowej chce dostać się do Zalemu. Alita udaje się za nim, prosi go, by wrócił z nią. Hugo po namyśle zgadza się, jednak w tym samym czasie Nova uruchamia pierścień obronny, który niszczy ciało Hugo. Alita w ostatniej chwili łapie strzaskane szczątki Hugo, nie jest jednak w stanie utrzymać go przed upadkiem z wysokości.
Kilka miesięcy później Alita jest gwiazdą Motorballu i przystępuje do finałowego wyścigu będącego przepustką do podniebnego miasta Zalem. Przed startem wyciąga i kieruje swój miecz w kierunku obserwującego jej zmagania Novy.

## Obsada
- Rosa Salazar jako Alita (polski dubbing[9]: Marta Wągrocka) – odnaleziona na złomowisku Żelaznego Miasta 300-letnia cyborg-wojownik z Marsa o kryptonimie 99, wysłana do zniszczenia miasta Zalem
- Christoph Waltz jako dr Dyson Ido (Bronisław Wrocławski) – naukowiec zajmujący się cybernetyką i łowca-wojownik, który znalazł Alitę na złomowisku Żelaznego Miasta
- Mahershala Ali jako Vector[10] (Michał Mikołajczak) – kierujący półświatkiem przestępczym przedsiębiorca z Żelaznego Miasta
- Jennifer Connelly jako Chiren (Joanna Kwiatkowska-Zduń) – była żona dra Dysona Ido, naukowiec zajmujący się cybernetyką
- Ed Skrein jako Zapan[11] (Michał Klawiter) – łowca-wojownik
- Keean Johnson jako Hugo (Damian Kulec) – członek gangu zajmującego się napadaniem i pozyskiwaniem części z cyborgów
- Jackie Earle Haley jako Grewishka[11] (Zbigniew Konopka) – cyborg-przestępca, podwładny Novy
- Jorge Lendeborg Jr. jako Tanji (Błażej Michalski) – członek gangu Hugo zajmującego się napadaniem i pozyskiwaniem części z cyborgów
- Lana Condor jako Koyomi – członkini gangu Hugo zajmującego się napadaniem i pozyskiwaniem części z cyborgów
- Idara Victor jako Gerhad – pielęgniarka i asystentka dra Dysona Ido
- Eiza González jako Nyssiana – poszukiwana cyborg-przestępca, podwładna Grewishki
- Jeff Fahey jako McTeague – łowca-wojownik
- Rick Yune jako Clive Lee – łowca-wojownik
- Leonard Wu jako Kinuba – zawodnik „Motorball'a”
- Elle LaMont jako Screwhead – łowca-wojownik
- Derek Mears jako Romo – poszukiwany cyborg-przestępca, podwładny Grewishki
- Marko Zaror jako Ajakutty – zawodnik „Motorball'a”

Z aktorów niewymienionych w czołówce pojawili się m.in.: Edward Norton jako Nova – zarządca miasta Zalem, mogący zdalnie sterować ciałami swych podwładnych, Michelle Rodriguez jako Gelda – cyborg-wojownik z Marsa, która szkoliła Alitę, Casper Van Dien jako Amok – cyborg z Żelaznego Miasta, oraz Jai Courtney jako Jashugan – mistrz gry „Motorball”.

## Produkcja

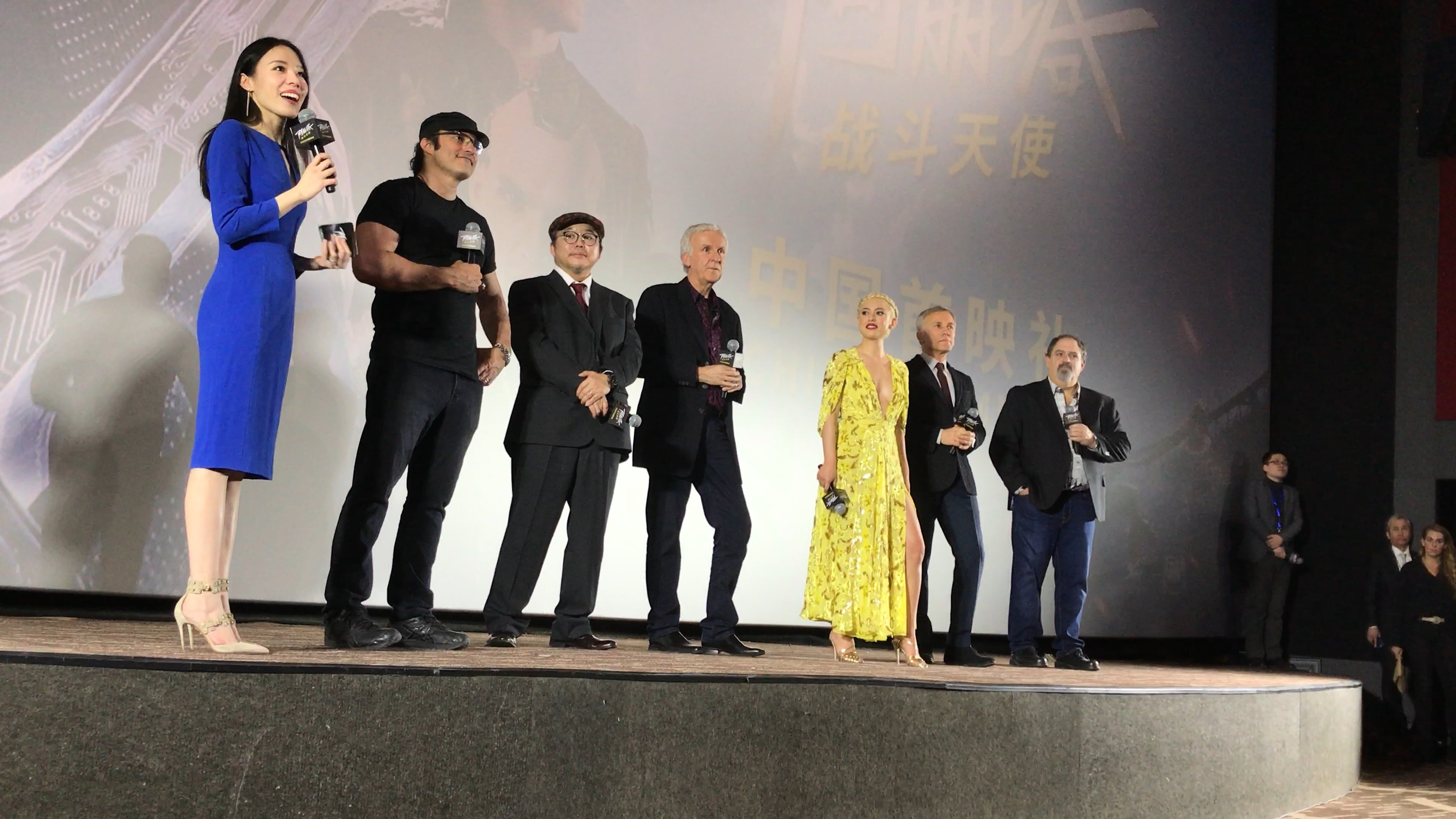
R. Rodriguez, Y. Kishiro, J. Cameron, R. Salazar, Ch. Waltz i J. Landau na premierze filmu w Chinach

Film początkowo miał wyreżyserować Guillermo del Toro, ale ostatecznie jego realizacji podjął się James Cameron. W czerwcu 2005 roku czasopismo The Hollywood Reporter potwierdziło, że film zostanie opóźniony, ze względu na pracę Camerona nad obrazem znanym jako Project 880 – który później został przemianowany na Avatar. Magazyn Entertainment Weekly przeprowadził wywiad w lutym 2006 roku, w którym Cameron stwierdził, że jego umowa z wytwórnią Twentieth Century Fox dotyczyła produkcji obu wyżej wymienionych filmów. Artykuł twierdził również, że film miał zostać wydany we wrześniu 2009 roku. W czerwcu 2006 roku James Cameron poinformował, że obraz miał być drugą z dwóch zaplanowanych trylogii filmowych, które rozwijał. Pierwszą z nich był Avatar.
W maju 2008 roku pojawiła się informacja, że produkcja zostanie opóźniona ze względu na prace reżysera nad obrazem The Dive. W lipcu tego samego roku w San Diego Comic-Con Cameron poinformował, że nadal jest zaangażowany w tworzenie filmu. W grudniu 2009 roku ukończono scenariusz do filmu.
W lutym 2010 roku producent Jon Landau podczas wywiadu poinformował, że przekonał Camerona do zmiany tytułu filmu na Alita: Battle Angel. W październiku 2015 roku Cameron zaproponował pracę reżyserską Robertowi Rodriguezowi. W kwietniu 2016 roku natomiast wytwórnia Twentieth Century Fox próbowała zmniejszyć budżet filmu do poziomu poniżej 175–200 mln USD. Pod koniec maja 2016 roku podano oficjalną datę premiery filmu wyznaczając ją na 20 lipca 2018 roku.

## Odbiór

### Box office
Budżet filmu wyniósł 170 mln USD. W Stanach Zjednoczonych i Kanadzie film zarobił blisko 86 mln USD. W innych krajach przychody wyniosły ponad 319 mln, a łączny przychód z biletów blisko 405 milionów dolarów, co przy tym budżecie nie jest dobrym wynikiem finansowym.

### Krytyka w mediach
Film spotkał się z mieszaną reakcją krytyków. W serwisie Rotten Tomatoes 60% z 305 recenzji uznano za pozytywne, a średnia ważona ocen określonych na ich podstawie wyniosła 5,98/10. Na portalu Metacritic średnia ocen z 49 recenzji wyniosła 53 punktów na 100.